# 피란 (슬로베니아)
피란(슬로베니아어: Piran, 이탈리아어: Pirano 피라노[*])는 슬로베니아 남서쪽에 있는 마을이자 지방 자치체로, 아드리아해 피란 만에 위치해 있다. 이름의 기원은 불확실하며, 언덕 위의 정착지를 뜻하는 켈트어 "bior-dun" (언덕 위의 정착지)에서 유래했다는 설이 있지만, 반도 끝에 위치한 등대를 뜻하는 그리스어 단어 "pyr"(불)에서 유래되었다는 설도 있다.
피란은 중세 건축과 풍부한 문화 유산을 갖고 있으며, 좁은 거리와 조밀한 집들은 이 마을의 매력을 준다. 피란은 이 지역의 행정 중심지이자 슬로베니아에서 관광객이 많은 곳 가운데 하나이다.

## 인구
2002년 기준으로 인구는 16,758명이며 면적은 46.6km2이다. 이 지역의 마을 인구는 4,576명이 거주하고 있으며, 슬로베니아어와 이탈리아어를 사용한다.

## 위치
피란은 피란 만 상에 피란 반도의 끝에 위치한다. 남쪽은 크로아티아, 동쪽은 이졸라, 코페르와 인접해 있으며 트리에스테 만과 아드리아해를 가로질러 이탈리아를 마주보고 있다. 해발 289m의 바레토벡 프리 파드니(Baretovec pri pandi)는 피란에서 가장 높은 지역이다.

## 역사와 문화
피란은 고대 로마 때부터 일리리아의 원주민들이 거주했는데 이들은 농부와 어부, 사냥꾼이었다. 그들은 또한 북부 아드리아 해에서 로마의 무역을 붕괴시켰던 해적이었다..
피란 반도는 B.C. 178년과 177년에 로마 제국으로 통합되었고 다음 해에 시골의 거주지와 함께 정착을 했다 (빌라 러스티카, Villa rustica). 5세기부터 제국의 쇠퇴와 6세기 말에 아바르인과 슬라브족에 의한 습격은 섬 혹은 반도 같은 쉽게 방어할 수 있는 위치 속으로 로마인 인구를 물러나게 했다. 이것은 지역 도시화를 시작했으며 7세기까지, 비잔티움 제국 지배 아래, 피란은 심하게 요새화되었다. 그 방어에도 불구하고, 프랑크족이 788년에 이스트리아를 정복했고 슬라브족이 그 지역에 거주를 했다. 952년까지, 피란은 신성 로마 제국의 일부가 되었다..
그 지역의 가장 초기 신뢰성이 높은 기록은 라벤나의 익명의 성직자가 쓴 7세기 작품 라벤나 천지학 (Ravenna Cosmography)에 있다. 여기, 그 이름 "Piranon" (피란)이 이스트리안의 해안에 로마 마을로서 언급되었다..
피란은 그곳의 문화적 유산을 형성하는데 있어 중요한 역할을 수행했던, 작곡가이자 바이올리스트 주세페 타르티니의 출생지이다. 그 마을의 주요 광장인 타르티니 광장 (슬로베니아어: Tartinijev trg, 이탈리아어: Pizza Tartini)은 그의 이름으로 명명되었다.
1892년 타르티니의 탄생 200년을 기념하기 위하여, 피란의 사람들은 기념비를 세우기로 결정했다. 베니스의 예술가 안토니오 달 조또 (Antonio dal Zotto)가 그 마에스트로의 동상을 만드는 것을 의뢰받았으며, 마침내 1896년 동상의 받침대에 동상이 설치되었다. 그 동상은 성 게오르기우스 성당이 내려다보이는 그 광장에서 우위를 차지한다.
그 지방 자치체의 축제는 1944년 최초의 해군 지원 부대 (naval detachment) 코퍼 (Koper)의 설립을 기념하는 10월 15일에 있다. 그 지방 자치체는 포르토로지 공항 (Portorož Airport)과 마리나가 있다.
피란은 현재 바르셀로나 과정: 지중해를 위한 연합의 문화적 프로젝트 중 하나로서 2008년에 설립된 유로-지중해 대학 (Euro-Mediterranean University)의 소재지이다.

## 자매 도시
피란은 국제적인 접촉과 이해를 도모하기 위한 자매 도시 계획에 참가한다.
| - Acqualagna, 이탈리아 (2003년부터) - 아퀼레이아 (Aquileia), 이탈리아 (1977년부터) - Bjugn, 노르웨이 (1985년부터) - Castel Goffredo, 이탈리아 (1993년부터) |  | - 인디애나폴리스, 미국 (2001년부터) - Łańcut, 폴란드 - Keszthely, 헝가리 (1998년부터) - 오흐리드 (Ohrid), 마케도니아 공화국 (1981년부터) |  | - 발레타, 몰타 (2002년부터) - 베네치아, 이탈리아 (2001년부터) - 비스섬, 크로아티아 (1973년부터) |

## 갤러리

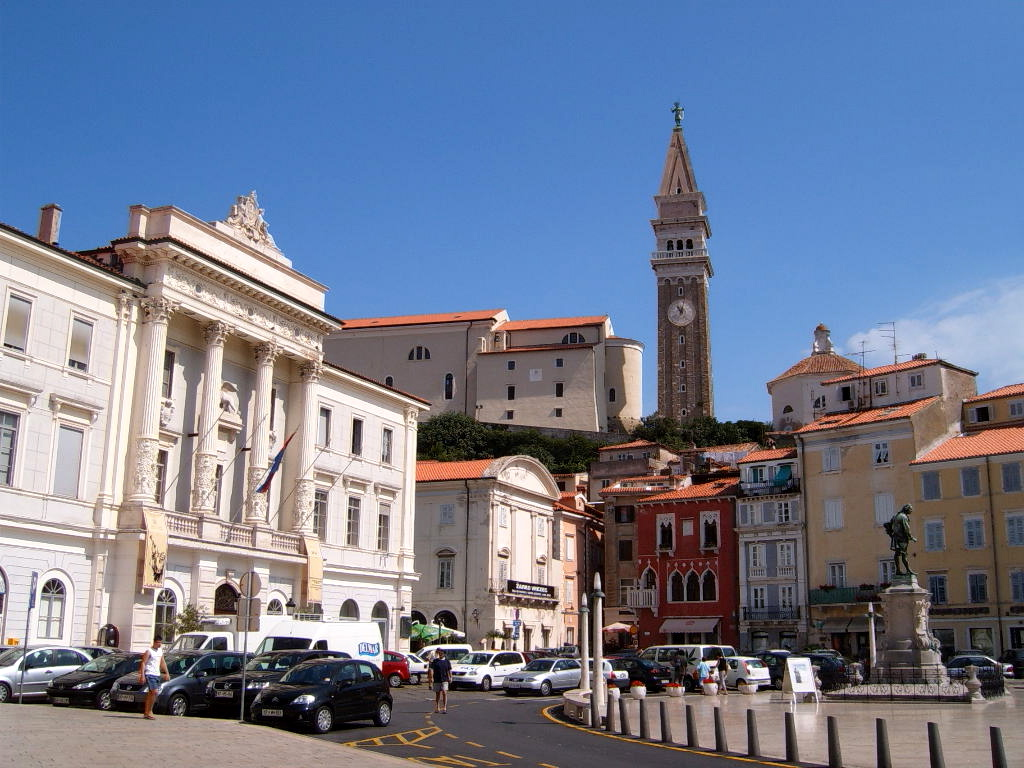
성 게오르기우스 성당과 타르티니 광장
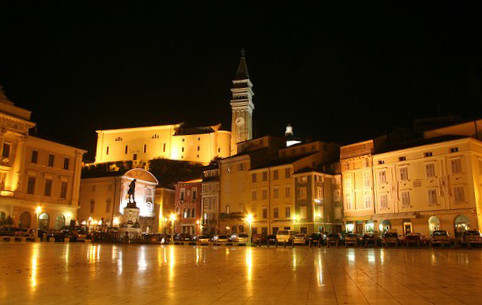
타르티니 광장의 밤
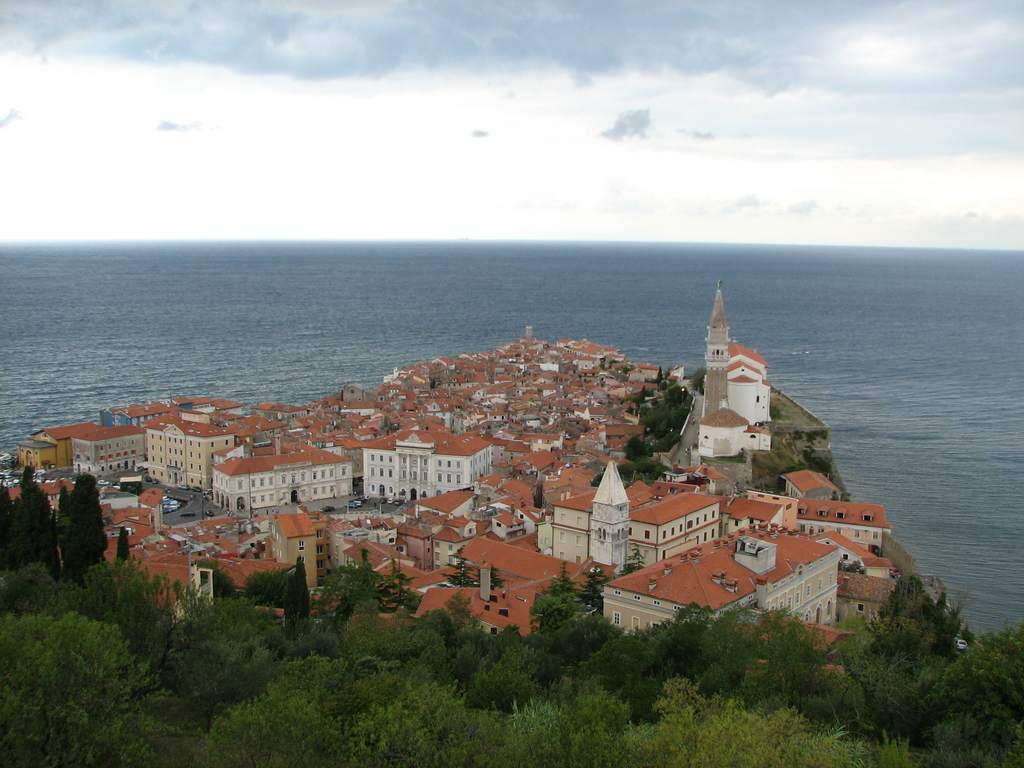
마을 풍경
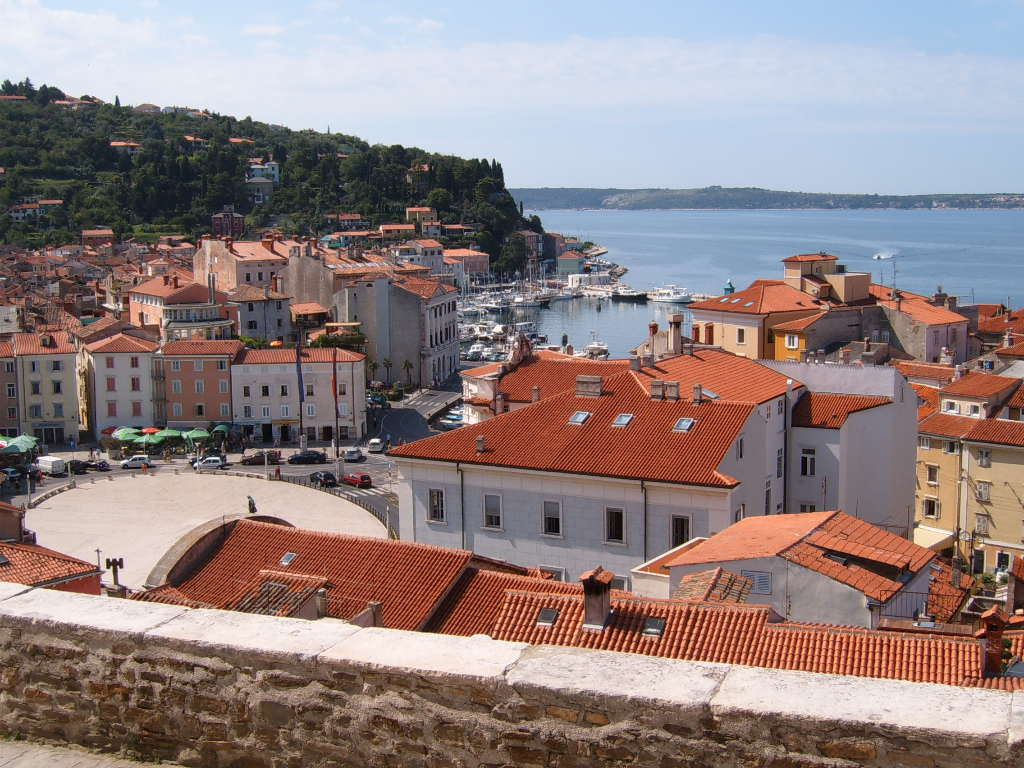
마을 항구의 풍경